# Юлиан Ревалски
Юлиан Петров Ревалски е български математик, академик. Той е ръководител на Института по математика и информатика при Българска академия на науките от 2013 г., председател на Българската академия на науките от 2016 г.

## Биография
Роден е в Симитли на 27 февруари 1956 г. Завършва средно образование в Благоевград през 1974 г. и Факултета по математика и механика в Софийския университет през 1981 г. Става кандидат на математическите науки (1986) и е избран за старши научен сътрудник II степен в Института по математика и информатика при Българската академия на науките през 1994 г. Става доктор на математическите науки (1997) и е избран за старши научен сътрудник I степен през 2001 г. После става член-кореспондент (2008) и академик в Българската академия на науките.
Преподава във Факултета по математика и информатика и Геолого-географския факултет в Софийския университет.
Председател на БАН от 2016 г., преизбран през 2020 г.
Гост-професор е в чуждестранни висши училища: Университет в Генуа, Политехнически университет в Милано, Университет в Милано (Италия), Университет Ватерло (Канада), Хумболтов университет (Германия), Университет в Лимож, Университет в Монпелие (Франция), Чилийски университет в Сантяго де Чили, Университет на Френските Антили (Гваделупа, Франция), IMCA в Лима (Перу), Университет на Хавана (Куба).
Областите на научните му интереси са оптимизация, вариационен анализ, теория на игрите, геометрия на банахови пространства, монотонни оператори, топологични методи в оптимизацията, многозначни изображения.
Член е на редколегиите на научните списания Journal of Optimisation Theory and Applications, Serdica Mathematical Journal и Mathematica Balkanica. От 2012 г. е заместник главен редактор на списание „Доклади на БАН“. Гост главен редактор е на списанията:
- Set-Valued and Variational Analysis Vol.21, No.4, 2013
- SIAM Journal on Optimization, Vol.18, No.3, 2007.
- Set-Valued Analysis, Vol.9, No.l, 2001
- Pliska Studia Mathematica Bulgarica, Vol. 12, 1998

Член е на Американското математическо общество, Съюза на математиците в България, Съюза на учените в България и Френското общество на приложните математици.